# Hydrochaeridae
Famille
Synonymes
- sous-famille Hydrochoerinae Gray, 1825

Cette famille de rongeurs ne comprend qu'un seul genre et deux espèces : le cabiaï d'Amérique du Sud, et le Cabiaï de Panama.
Plusieurs auteurs en font un synonyme de la sous-famille des Hydrochoerinae Gray, 1825, classée dans la famille des Caviidae.

## Sous taxons
Selon NCBI (27 janv. 2013) :
- genre Hydrochoerus
  - Hydrochoerus hydrochaeris
  - Hydrochoerus isthmius Goldman, 1912 - Hydrochoeris isthmius selon MSW - le Cabiaï de Panama